# 가마치촌
가마치촌(蒲池村)은 후쿠오카현 미즈마군에 설치되었던 촌이다. 1955년 1월 1일 가마치촌, 쇼다이촌 등 2개 촌이 야나가와시에 편입합병되고 폐지되었다.